# Homecoming (pel·lícula de 2019)
Homecoming (estilitzada com a HΘMΣCΘMING; subtitulada: "Una pel·lícula per Beyoncé") és una pel·lícula - concert del 2019 sobre la cantant americana Beyoncé i la seva actuació al Coachella Valley Music and Arts Festival el 2018, escrita, executada, produïda i dirigida per la propia Beyoncé. Va ser estrenada el 17 d’abril de 2019 per Netflix. La pel·lícula té una “mirada íntima i profunda” sobre l’actuació, revelant “l'emocional camí des del concepte creatiu fins a un moviment cultural”.
Homecoming va ser estrenada per estendre el reconeixement de la crítica, amb vàries publicacions que nombraven l'actuació com un dels millors concerts de tots els temps. La pel·lícula va guanyar Best Music Film al 62è any dels Grammy Awards i Best Music Documentary a IDA Documentary Awards 2019.

## Promoció
El dia 3 d'abril de 2019, va ser reportat que Beyoncé estava treballant en nova música i un projecte col·laboratiu amb Netflix que estaria lligat a la seva actuació al Coachella de 2018 amb imatges addicionals. El dia 6 d'abril de 2019, Netflix va confirmar oficialment el projecte publicant a les xarxes socials una imatge de color groc amb la paraula "Homecoming" a través d'ella i la data de l'estrena de la pel·lícula. El tràiler de la pel·lícula va ser estrenat més tard el dia 8 d'Abril, i va ser vist uns 16,6 milions de vegades entre totes les xarxes socials de Netflix i el compte de Facebook de Beyoncé durant les primeres 24 hores.
A prop del llançament de la pel·lícula, Beyoncé va publicar un àlbum en directe anomenat Homecoming: The Live Album. Homecoming va tenir 757,000 interaccions entre Facebook, Instagram i Twitter durant la seva primera setmana.

## Estrena
Homecoming és el primer de tres projectes cap els quals Beyoncé s'ha compromès amb Netflix, en un tracte de, segons es diu, 60$ milions.
Molts insituts i universitats històricament negres van tenir avenços el dia 16 d'Abril, incloïent Howard i Texes del Sud.
Nielsen va informar que la pel·lícula va ser mirada per 1.1 milions als Estats Units durant el seu primer dia, excloent visites en ordinadors i dispositius mòbils, les quals Variety va apuntar que podrien haver resultat en un gran descompte de vistes a causa del "maquillatge que esbiaixa la joventut del 'Homecoming' ." Un 55% de visites en els primers set dies van venir d'Afro-Americans, un tant per cent més alt que qualsevol altre sèrie d'streaming original o pel·lícula seguida per Nielsen fins al moment, al capdavant de Birdbox, que va tenir un 24% de visites de negres americans.
Segons Netflix, Homecoming va ser el quart documental més popular oferit a la plataforma l'any 2019, sent l'única pel·lícula - concert que apareixia a la llista.